# Nati nel 1783
| Questa pagina contiene informazioni ricavate automaticamente dalle voci biografiche con l'ausilio del template Bio e di un bot. L'aggiornamento è periodico e automatico e ricostruisce completamente la pagina. Se manca una persona in questa lista, sei pregato di non aggiungerla, ma accertati piuttosto che la sua voce biografica contenga il template Bio e che i dati anagrafici siano correttamente compilati. Se il template Bio manca, inseriscilo tu stesso o, in alternativa, metti l'avviso {{tmp\|Bio}} che ne segnala la mancanza. Se i dati riportati sono sbagliati, correggi direttamente la voce biografica; le modifiche saranno visibili in questa lista entro pochi giorni. Per chiarimenti vedi il progetto biografie. La lista contiene solo le 190 persone che sono citate nell'enciclopedia e per le quali è stato implementato correttamente il template Bio. Pagina aggiornata al 10 apr 2025. |

## Gennaio(18)
- 2 gennaio - Christoffer Wilhelm Eckersberg, pittore danese († 1853)
- 6 gennaio - Giuseppe Ugolini, cardinale italiano († 1867)
- 7 gennaio - Francesco Carlini, astronomo, geodeta e meteorologo italiano († 1862)
- 10 gennaio - William Cavendish, politico inglese († 1812)
- 12 gennaio - Erik Gustaf Geijer, scrittore, storico e compositore svedese († 1847)
- 14 gennaio - Wilson Lumpkin, politico statunitense († 1870)
- 15 gennaio - Giovanni Casoni, ingegnere, storico e archeologo italiano († 1857)
- 15 gennaio - Giuseppe Maria Maniscalco, vescovo cattolico italiano († 1855)
- 16 gennaio - Jean-Baptiste Bouvier, vescovo cattolico e teologo francese († 1854)
- 17 gennaio - Giovanni Battista Carta, patriota e rivoluzionario italiano († 1871)
- 17 gennaio - Pedro Gual, politico e diplomatico venezuelano († 1862)
- 20 gennaio - Friedrich Dotzauer, violoncellista e compositore tedesco († 1860)
- 21 gennaio - Charles Léopold Laurillard, naturalista francese († 1853)
- 23 gennaio - Stendhal, scrittore e letterato francese († 1842)
- 26 gennaio - Augusta Leigh, nobile britannica († 1851)
- 26 gennaio - Helmina von Chézy, scrittrice, librettista e giornalista tedesca († 1856)
- 29 gennaio - Vasilij Andreevič Žukovskij, poeta e traduttore russo († 1852)
- 31 gennaio - Gaud Amable Hugon, ammiraglio e senatore francese († 1862)

## Febbraio(17)
- 1º febbraio - André Dupin, giurista, avvocato e politico francese († 1865)
- 2 febbraio - Carlo Federico di Sassonia-Weimar-Eisenach, sovrano tedesco († 1853)
- 2 febbraio - Antonio Crivelli, fisico italiano († 1829)
- 4 febbraio - Eugène de Planard, drammaturgo e librettista francese († 1853)
- 13 febbraio - Władysław Grzegorz Branicki, generale polacco († 1843)
- 13 febbraio - Hugh Fortescue, II conte di Fortescue, politico inglese († 1861)
- 13 febbraio - Guglielmo Pepe, generale, patriota e storico italiano († 1855)
- 17 febbraio - Sergej Sergeevič Golicyn, ufficiale russo († 1833)
- 18 febbraio - Gabriele Rossetti, poeta, critico letterario e patriota italiano († 1854)
- 21 febbraio - Michelangelo Castagna, medico e patriota italiano († 1865)
- 21 febbraio - Domenico Lo Faso Pietrasanta, architetto, archeologo e letterato italiano († 1863)
- 21 febbraio - Francesco Serra-Cassano, cardinale, arcivescovo cattolico e diplomatico italiano († 1850)
- 21 febbraio - Fëdor Petrovič Tolstoj, pittore e scultore russo († 1873)
- 21 febbraio - Caterina di Württemberg, sovrana († 1835)
- 24 febbraio - Giuseppe Rivelli, poeta e letterato italiano († 1860)
- 26 febbraio - Federico Cocastelli di Montiglio, letterato italiano († 1847)
- 28 febbraio - Alexis Billiet, cardinale e politico italiano († 1873)

## Marzo(9)
- 8 marzo - Hannah Van Buren, first lady statunitense († 1819)
- 13 marzo - Emanuele Francica Pancali, patriota italiano († 1868)
- 16 marzo - Giuseppe Amante, medico e patriota italiano († 1868)
- 18 marzo - Luigi Minichini, patriota e presbitero italiano († 1861)
- 18 marzo - Francesco Orioli, scienziato, fisico e filosofo italiano († 1856)
- 20 marzo - William Price Hunt, statunitense († 1842)
- 25 marzo - Jean-Baptiste Paulin Guérin, pittore francese († 1855)
- 28 marzo - Friedrich Wilhelm Leopold Pfeil, naturalista tedesco († 1859)
- 30 marzo - Antonio Benci, scrittore, traduttore e storico italiano († 1843)

## Aprile(15)
- 3 aprile - Simon-Jude Honnorat, storico, linguista e naturalista francese († 1852)
- 3 aprile - Washington Irving, scrittore statunitense († 1859)
- 5 aprile - Vincenzo Raffaelli, artista italiano († 1865)
- 6 aprile - Johann Andreas Buchner, farmacologo tedesco († 1852)
- 6 aprile - Samuel Lovett Waldo, pittore statunitense († 1861)
- 8 aprile - John Claudius Loudon, botanico e architetto del paesaggio scozzese († 1843)
- 9 aprile - Karl Georg von Raumer, geologo, educatore e mineralogista tedesco († 1865)
- 10 aprile - Ortensia di Beauharnais, regina francese († 1837)
- 16 aprile - Gioacchina de Vedruna, religiosa spagnola († 1854)
- 22 aprile - Nicolas Brazier, poeta, cantautore e drammaturgo francese († 1838)
- 22 aprile - Antonio Coppi, presbitero, storico e archeologo italiano († 1870)
- 24 aprile - John Floyd, politico e militare statunitense († 1837)
- 26 aprile - Ferdinando d'Assia-Homburg, nobile († 1866)
- 26 aprile - Martino Orsino, vescovo cattolico italiano († 1860)
- 28 aprile - John Lee, astronomo, matematico e numismatico britannico († 1866)

## Maggio(14)
- 1º maggio - Vicente Rocafuerte, politico ecuadoriano († 1847)
- 3 maggio - José de la Riva Agüero, politico peruviano († 1858)
- 4 maggio - Joseph Wanton Morrison, militare britannico († 1826)
- 7 maggio - Miguel Estanislao Soler, generale e politico argentino († 1849)
- 8 maggio - Thomas Bibb, politico statunitense († 1839)
- 10 maggio - Nicola Benvenuti, organista e compositore italiano († 1867)
- 13 maggio - Ferdinánd Zichy, politico ungherese († 1862)
- 14 maggio - Giuseppe Jappelli, ingegnere e architetto italiano († 1852)
- 18 maggio - Johann Jakob Hottinger, storico svizzero († 1860)
- 22 maggio - William Sturgeon, fisico e inventore britannico († 1850)
- 23 maggio - Paisij Sergeevič Kajsarov, generale russo († 1844)
- 27 maggio - Luigi Frezza, cardinale e arcivescovo cattolico italiano († 1837)
- 29 maggio - Benedetto Pistrucci, medaglista italiano († 1855)
- 30 maggio - Ernst Gottlieb von Steudel, botanico e medico tedesco († 1856)

## Giugno(9)
- 6 giugno - María Luisa de Borbón y Vallabriga, nobile spagnola († 1846)
- 8 giugno - Pattimura, militare e rivoluzionario indonesiano († 1817)
- 9 giugno - Benjamin Collins Brodie, chirurgo e fisiologo inglese († 1862)
- 11 giugno - Charles Bataillard, militare italiano († 1861)
- 11 giugno - Marino Marini, presbitero e archivista italiano († 1855)
- 11 giugno - Ryūtei Tanehiko, scrittore giapponese († 1842)
- 14 giugno - Horatio Walpole, III conte di Orford, nobile e politico inglese († 1858)
- 24 giugno - Johann Heinrich von Thünen, economista tedesco († 1850)
- 29 giugno - Adrien de Gasparin, politico e agronomo francese († 1862)

## Luglio(17)
- 1º luglio - Jacques Laurent Favrat de Bellevaux, politico italiano († 1860)
- 3 luglio - Federico Guglielmo Carlo di Prussia, nobile († 1851)
- 5 luglio - Charles-Louis Havas, scrittore, giornalista e traduttore francese († 1858)
- 6 luglio - Frederick Cavendish Ponsonby, militare britannico († 1837)
- 12 luglio - Georgiana Cavendish, nobildonna inglese († 1858)
- 13 luglio - Augusto I di Oldenburg, sovrano tedesco († 1853)
- 16 luglio - Luigi di Anhalt-Köthen-Pleß, nobile tedesco († 1841)
- 16 luglio - Jacopo De Foretti, vescovo cattolico italiano († 1867)
- 18 luglio - Carlo Tommaso di Löwenstein-Wertheim-Rosenberg, nobile e ufficiale austriaco († 1849)
- 19 luglio - Luigi Vitaliano Paulucci di Calboli, politico italiano († 1855)
- 20 luglio - Bernardino Fernández de Velasco y Benavides, politico e scrittore spagnolo († 1851)
- 21 luglio - Carlo Tristano di Montholon, nobile e generale francese († 1853)
- 23 luglio - Karl Chotek von Chotkow, nobile e politico boemo († 1868)
- 24 luglio - Simón Bolívar, generale, patriota e rivoluzionario venezuelano († 1830)
- 24 luglio - Frédéric de Lafresnaye, ornitologo francese († 1841)
- 26 luglio - Giacomo Cordella, compositore italiano († 1847)
- 28 luglio - Pierre Claude François Delorme, pittore e incisore francese († 1859)

## Agosto(14)
- 2 agosto - Domenico Mazzoni, filosofo e presbitero italiano († 1853)
- 4 agosto - Domingo Caycedo, politico colombiano († 1843)
- 7 agosto - Amelia di Hannover, nobile inglese († 1810)
- 7 agosto - Pompeo Marchesi, scultore italiano († 1858)
- 9 agosto - Aleksandra Pavlovna Romanova, nobile russa († 1801)
- 19 agosto - Friedrich Sertürner, farmacista tedesco († 1841)
- 19 agosto - Thomas Sully, pittore britannico († 1872)
- 20 agosto - Alessandro D'Este, scultore italiano († 1826)
- 21 agosto - John Gully, pugile e politico inglese († 1863)
- 24 agosto - Giuseppe Asioli, incisore italiano († 1845)
- 26 agosto - Antonio Bagioli, compositore italiano († 1855)
- 26 agosto - Federigo Zuccari, astronomo italiano († 1817)
- 29 agosto - William Tierney Clark, ingegnere britannico († 1852)
- 31 agosto - Hippolyte Gerbaix de Sonnaz, politico francese († 1871)

## Settembre(15)
- 2 settembre - Raffaello Politi, pittore, architetto e archeologo italiano († 1870)
- 3 settembre - Anne Stanhope, duchessa di Bedford, nobildonna britannica († 1857)
- 4 settembre - Frederic Tudor, mercante statunitense († 1864)
- 8 settembre - Nicolai Frederik Severin Grundtvig, poeta, storico e pedagogo danese († 1872)
- 8 settembre - August Friedrich Schweigger, medico e naturalista tedesco († 1821)
- 9 settembre - Lodovico Menin, abate e storico italiano († 1868)
- 14 settembre - Giuseppe Archinto, VI marchese di Parona, nobile e politico italiano († 1861)
- 17 settembre - Nadežda Andreevna Durova, ufficiale russa († 1866)
- 19 settembre - Johann Gustav Gottlieb Büsching, archivista e storico tedesco († 1829)
- 19 settembre - Elizaveta Michajlovna Kutuzova, nobildonna russa († 1839)
- 23 settembre - Peter von Cornelius, pittore tedesco († 1867)
- 23 settembre - Jane Taylor, poetessa e scrittrice britannica († 1824)
- 27 settembre - Agustín de Iturbide, politico e militare messicano († 1824)
- 29 settembre - Johann Amadeus Wendt, filosofo, compositore e teorico della musica tedesco († 1836)
- 30 settembre - Ranieri Giuseppe d'Asburgo-Lorena, nobile austriaco († 1853)

## Ottobre(18)
- 1º ottobre - Jean-Charles Develly, pittore francese († 1862)
- 5 ottobre - Domenico Simeone Oliva, poeta, letterato e traduttore italiano († 1842)
- 6 ottobre - François Magendie, fisiologo francese († 1855)
- 7 ottobre - Augusto Bozzi Granville, medico e patriota italiano († 1872)
- 7 ottobre - Louis Pierre Louvel, assassino francese († 1820)
- 8 ottobre - Christian Molbech, storico, critico letterario e filologo danese († 1857)
- 9 ottobre - Luigi de Margherita, avvocato, politico e giurista italiano († 1856)
- 14 ottobre - Archibald Primrose, IV conte di Rosebery, nobile e politico britannico († 1868)
- 15 ottobre - Rafael Maroto, politico spagnolo († 1853)
- 17 ottobre - Martin Hamaliar, scrittore e pastore protestante slovacco († 1835)
- 20 ottobre - Cesare Romagnano di Virle, nobile italiano († 1849)
- 21 ottobre - Vasilij Vasil'evič Levašov, generale e politico russo († 1848)
- 22 ottobre - Constantine Samuel Rafinesque-Schmaltz, biologo e archeologo statunitense († 1840)
- 24 ottobre - Ekaterina Semënovna Voroncova, nobildonna russa († 1856)
- 26 ottobre - Claudio Bonoldi, tenore italiano († 1846)
- 29 ottobre - Cesare Sterbini, librettista italiano († 1831)
- 30 ottobre - Alessandro Borgia, italiano († 1872)
- 30 ottobre - Giuseppe Maria di Savoia-Villafranca, nobile e militare francese († 1825)

## Novembre(8)
- 3 novembre - Pierre Toussaint Marcel de Serres de Mesplès, geologo francese († 1862)
- 8 novembre - Jacopo Vincenzo Foscarini, poeta e politico italiano († 1864)
- 11 novembre - Ivan Alekseevič Musin-Puškin, ufficiale russo († 1836)
- 14 novembre - Gaspard Gourgaud, generale francese († 1852)
- 17 novembre - Anton Günther, filosofo austriaco († 1863)
- 18 novembre - Santorre di Santa Rosa, politico, militare e patriota italiano († 1825)
- 23 novembre - Celestino Maria Cocle, arcivescovo cattolico italiano († 1857)
- 27 novembre - Anna Pepoli Sampieri, scrittrice e letterata italiana († 1844)

## Dicembre(14)
- 1º dicembre - Albin Roberts Burt, pittore e miniaturista inglese († 1842)
- 4 dicembre - Christoph Friedrich Otto, botanico tedesco († 1856)
- 6 dicembre - Auguste Caristie, architetto francese († 1862)
- 7 dicembre - Ekaterina Pavlovna Bagration, nobildonna russa († 1857)
- 11 dicembre - Max von Schenkendorf, poeta tedesco († 1817)
- 18 dicembre - Johan Niclas Byström, scultore svedese († 1848)
- 18 dicembre - Luigi Maria Parisio, arcivescovo cattolico italiano († 1854)
- 19 dicembre - Pierre Bourla, architetto e insegnante belga († 1866)
- 19 dicembre - Charles Julien Brianchon, matematico francese († 1864)
- 19 dicembre - Giuseppe Racchetti, poeta, scrittore e storiografo italiano († 1858)
- 21 dicembre - Charles Cathcart, II conte Cathcart, generale scozzese († 1859)
- 23 dicembre - Giovanni Berchet, poeta, scrittore e traduttore italiano († 1851)
- 24 dicembre - Carlos Antonio Carrillo, politico e militare statunitense († 1852)
- 28 dicembre - Gaetano Melzi, bibliografo italiano († 1851)

## Senza giorno specificato(22)
- José María Aguirre, patriota argentino († 1842)
- Francesco Maria Argenti, architetto italiano († 1818)
- Ljubov' Il'inična Bezborodko, nobildonna russa († 1809)
- Alexandre-François Caminade, pittore francese († 1862)
- Carlo Cicognani, medico, scienziato e patriota italiano († 1838)
- Domenico Corti, architetto italiano († 1842)
- Willoughby Cotton, militare britannico († 1860)
- David Cox, pittore e docente britannico († 1859)
- Nicola De Laurentiis, pittore italiano († 1832)
- Et'hem bey Mollaj, nobile albanese († 1846)
- Wenzel Robert von Gallenberg, compositore austriaco († 1839)
- Filippo Galli, basso italiano († 1853)
- Hugh Glass, esploratore statunitense († 1833)
- Auguste du Vergier de La Rochejaquelein, generale francese († 1868)
- Charles-François-Jean-Baptiste Moreau de Commagny, drammaturgo, librettista e cantautore francese († 1832)
- Bento Manuel Ribeiro, militare brasiliano († 1855)
- Ali-paša Rizvanbegović, politico ottomano († 1851)
- Georgios Sachtouris, ammiraglio e politico greco († 1841)
- Robert Sweet, botanico e ornitologo britannico († 1835)
- Benedetto Vulpes, medico italiano († 1855)
- Francesco Antonio Winspeare, militare e politico italiano († 1870)
- Ernst Karl Friedrich Wunderlich, filologo classico tedesco († 1816)